# Dobromir (Kruševac)
Pour les articles homonymes, voir Dobromir.
Dobromir (en serbe cyrillique : Добромир) est un village de Serbie situé sur le territoire de la ville de Kruševac, district de Rasina. Au recensement de 2011, il comptait 141 habitants.

## Démographie
| 1948 | 1953 | 1961 | 1971 | 1981 | 1991 | 2002 | 2011 |
| ---- | ---- | ---- | ---- | ---- | ---- | ---- | ---- |
| 192  | 204  | 210  | 165  | 150  | 142  | 131  | 141  |

|  |